# Козиревич Марія Антонівна
Марія Антонівна Козиревич (нар. 1921, село Ширмівка, тепер Погребищенського району Вінницької області — ?) — українська радянська діячка, новатор сільськогосподарського виробництва, ланкова колгоспу імені 1-го Травня села Ширмівки Погребищенського району Вінницької області. Депутат Верховної Ради УРСР 2-го скликання.

## Життєпис
Народилася у селянській родині. Закінчила сільську школу. Працювала у колгоспі, досягла значних урожаїв цукрових буряків.
Після німецько-радянської війни — ланкова колгоспу імені 1-го Травня села Ширмівки Погребищенського району Вінницької області. У 1945 році ланка Марії Козиревич виростила по 542 центнери цукрових буряків із гектара.
Член комсомолу з 1945 року, делегат XIII з'їзду ЛКСМУ.

## Нагороди
- медаль «За доблесну працю у Великій Вітчизняній війні 1941—1945 років»
- медалі
- значок «Відмінник соціалістичного землеробства»